# Liqeni i Butrintit
Liqeni i Butrintit är en saltsjö i Albanien.   Den ligger i prefekturen Qarku i Vlorës, i den södra delen av landet, 170 km söder om huvudstaden Tirana.
Runt Liqeni i Butrintit är det ganska glesbefolkat, med 27 invånare per kvadratkilometer.